# حسين حبكور
حسين محسن حبكور محرق (مواليد 12 أبريل 1997) هو لاعب كرة قدم سعودي يلعب حالياً في نادي الشعلة.

## مسيرة اللاعب
لعب في نادي حطين ونادي الانتصار ونادي الشعلة.